# Hercule (film, 1938)
Pour les articles homonymes, voir Hercule (homonymie).
Pour plus de détails, voir Fiche technique et Distribution.
Hercule est un film français réalisé par Alexandre Esway et Carlo Rim, tourné en 1937 et sorti le 5 mars 1938 à Paris au cinéma Marivaux. 
Cette satire de la presse parisienne réalisée par Alexandre Esway et Carlo Rim rassemble  Fernandel, Gaby Morlay, Jules Berry et Pierre Brasseur.

## Synopsis
Hercule Magfre (Fernandel), jeune pêcheur provençal, hérite d'un grand quotidien parisien : L'Incorruptible. Le publicitaire Vasco (Jules Berry), nommé rédacteur en chef, tente d'utiliser ce journal pour monter des escroqueries. Aidé de sa secrétaire, Hercule se débarrasse de Vasco, puis nomme un jeune journaliste intègre avant de regagner sa Provence natale.

## Fiche technique
- Titre : Hercule
- Titre de travail : L'Incorruptible
- Réalisation : Alexandre Esway et Carlo Rim
- Scénario : Carlo Rim
- Adaptation : C.M Alexandre
- Dialogues : Carlo Rim
- Assistant-réalisateur : Françoise Giroud
- Collaboration technique : André Cerf
- Photographie : Michel Kelber et Gérard Perrin (pour l'extérieur)
- Cadreur : Philippe Agostini et Marcel Grignon (pour l'extérieur)
- Montage : René Le Hénaff
- Musique : Manuel Rosenthal (éditions musicales ECHO)
- Décors : Pierre Schild
- Son : Robert Teisseire, Antoine Archimbaud
- Régisseur général : L. Prévost
- Directeur de production : Pierre Danis
- Pays de production :  France
- Chef de production : André Aron
- Société de production : Pan-Ciné
- Tournage du 28 août à novembre 1937 à Cassis et dans les studios de Pathé Cinéma
- Format : Noir et blanc — 35 mm — 1,37:1 — Son : Mono (R.C.A Photophone)
- Genre : Comédie
- Durée : 105 minutes (1 h 45)
- Date de sortie :
  - France : 4 mars 1938
- Affiche : Bernard Lancy (France)

## Distribution
- Fernandel : Hercule Maffre, pêcheur provençal, héritier d'un grand journal
- Gaby Morlay : Juliette Leclerc, première secrétaire du journal
- Jules Berry : Vasco, le journaliste véreux
- Pierre Brasseur : Bastien, le jeune journaliste amoureux de Juliette
- Nane Germon : Une secrétaire du journal
- Henri Crémieux : Bajoux, le rédacteur en chef
- Édouard Delmont : M. Maffre le « père » d'Hercule
- Paul Denneville : Sophocle, l'huissier du journal
- Vincent Hyspa : M. Cahuzac, l'académicien
- Henri Poupon : Le docteur Bœuf
- Georges Vitray : Perruche, le maître chanteur
- Charles Deschamps : Gaétan, l'un frère Riquel
- Robert Pizani : Amédée, lun frère Riquel
- Jean Tissier : Max, lun frère Riquel
- Georges Lannes : Martial, journaliste spécialisé politique
- Frédéric Mariotti : un vendangeur
- Jean Daurand : Sandwich, un photographe du journal
- Robert Berri : Vaillant, un journaliste
- Jean Tarride : le dessinateur
- Georges Fells : Batifol
- Marcel Melrac : le mécano
- Darbray : St-Eloi, le critique
- Sylvain Itkine : Un dessinateur du journal
- Robert Seller : le portier du journal
- Duluard : L'amateur de mots-croisés
- Edmond Beauchamp : Le Hardy, le secrétaire de Vasco
- Jean Sinoël : Le père Lorgnette, spécialiste des courses de chevaux
- Albert Broquin : Ficelle, journaliste travaillant au « marbre »
- Jacques Ferréol : Trouillard, un journaliste
- Louis Eymond : Gérard, l'aviateur
- Leduc : Le télégraphiste
- Félix Claude

## Autour du film
- Après le tournage des scènes extérieures en Provence (début du film), Jean Grémillon et son assistant Louis Daquin abandonnèrent le film[1].